# Julien Granier
Julien Granier, seigneur de Sidon de 1239 à 1260, était le fils de Balian Granier, seigneur de Sidon, et de Marguerite de Reynel, fille d'Arnoul de Reynel et Ide de Brienne.
Il épousa en 1252 Euphémie, fille d'Héthoum Ier roi d'Arménie, ce qui lui apporta 35 000 besants sarrazinois de dot. Ils eurent :
- Balian II, tué en 1277 près de Botron, marié à Marie Embriaco, fille d'Henri Ier Embriaco, seigneur du Gibelet.
- Jean, mort en 1289 en Arménie.
- Marguerite, mariée à Guy II Embriaco († 1282), seigneur du Gibelet, elle sera la belle-mère de Philippe d'Ibelin[2].

Étourdi et manquant de réflexion, il fait donation en 1254 d'une partie de ses terres à l'ordre de Saint-Jean de Jérusalem, et vend par la suite, au fil des années la quasi-totalité de ses terres. Décrit cependant comme un chevalier preux, hardi et vigoureux, il attaque en 1260 les Mongols qui viennent de prendre Damas, mais ceux-ci se vengent en ravageant la ville de Sidon. Il vend alors Sidon à l'ordre du Temple la même année, et finalement la Forteresse de Beaufort, quelques mois plus tard. De plus, de 1256 à 1261, il a une liaison avec Plaisance d'Antioche, veuve d'Henri Ier, roi de Chypre, et encourt les foudres du pape, qui le somme de se marier. Il finit par se séparer d'Euphémie en 1263.
Ruiné par le jeu, ayant revendu Sidon, il devient templier lui-même avant que l'Ordre ne le renvoie de ses rangs pour une raison qui reste inconnue. Il rejoint alors l'ordre de la Trinité. Il meurt en 1275.